# Thora Hallager
Thora Hallager née en 1821 et morte en 1884, est l'une des premières femmes photographes du Danemark.

## BIographie
Thora Hallager nait en 1821. Elle semble s'être familiarisée avec les processus daguerréotypes avant de faire un voyage d'étude à Paris, en 1855, apparemment pour connaître les dernières évolutions américaines en matière de photographie. Elle est photographe à Copenhague dans les années 1850, avant d'ouvrir son propre studio de photographie en 1857.
En outre, Thora Hallager est la logeuse de Hans Christian Andersen, dans le quartier de Lille Kongensgade, à Copenhague, de 1866 à 1869 et plus tard dans le quartier du Nyhavn de 1871 à 1873. Andersen entretient avec elle une correspondance très fréquente au cours de ses voyages, de 1867 à 1873, expliquant généralement dans ses courriers les lieux qu'il a visités et le moment auquel il pense revenir dans la capitale danoise. Toutefois, en une occasion, dans la lettre du 21 juin 1869, il lui dit combien il est heureux d'avoir avec lui une photographie qu'elle avait prise de lui, l'informant qu'elle avait également été appréciée par tous ceux qui l'avaient vue.

## Galerie

Hans Christian Andersen (octobre 1869)
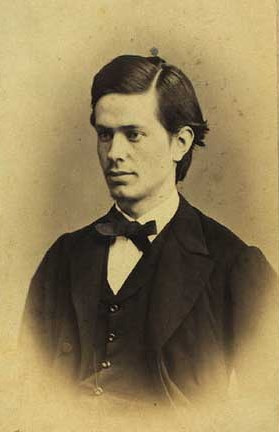
Carl Wagner, officier militaire
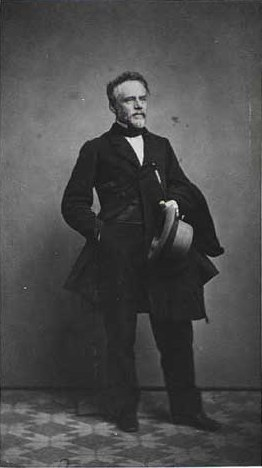
Wilhelm Marstrand, peintre
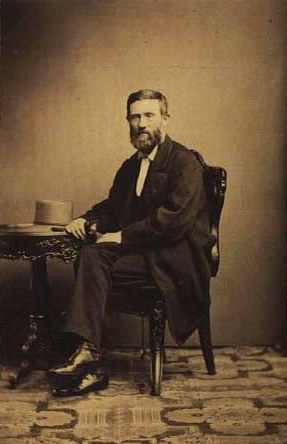
P.C. Skovgaard, peintre
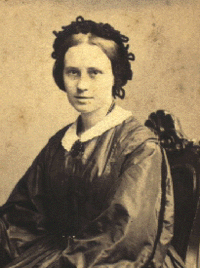
Mathilde Fibiger, écrivain